# Masao Azuma
Masao Azuma (東雅雄?, Azuma Masao; Osaka, 24 marzo 1971) è un pilota motociclistico giapponese, ritiratosi dall'attività agonistica.

## Carriera
Ha debuttato nel motomondiale al Gran Premio motociclistico del Giappone del 1996, anno in cui ha vinto il campionato giapponese classe 125. Dopo questo esordio avvenuto grazie ad una wild card e concluso peraltro con un 6º posto al traguardo, dall'anno successivo ha partecipato continuativamente ai gran premi.
Ha corso sempre in classe 125 sino al 2003 guidando sempre motociclette Honda. In totale ha partecipato a 110 gran premi conquistando 10 vittorie e raggiungendo come miglior risultato stagionale il terzo posto nel motomondiale 1999.
Al termine della sua carriera agonistica è restato nel mondo del motociclismo quale tecnico della Bridgestone per la quale ha seguito nel motomondiale 2007 il team Suzuki, passando nel 2008 a seguire quello della Ducati Corse.

## Risultati nel motomondiale
| 1996 | Classe | Moto  |  |  |   |  |  |  |  |  |  |  |  |  |  |  |  |  | Punti | Pos. |
| ---- | ------ | ----- |  |  | - |  |  |  |  |  |  |  |  |  |  |  |  |  | ----- | ---- |
| 1996 | 125    | Honda |  |  | 6 |  |  |  |  |  |  |  |  |  |  |  |  |  | 10    | 24º  |

| 1997 | Classe | Moto  |    |   |   |    |    |   |    |   |     |    |    |     |     |    |    |  | Punti | Pos. |
| ---- | ------ | ----- | -- | - | - | -- | -- | - | -- | - | --- | -- | -- | --- | --- | -- | -- |  | ----- | ---- |
| 1997 | 125    | Honda | 12 | 4 | 9 | 11 | 11 | 9 | 10 | 9 | Rit | 17 | 13 | Rit | Rit | 11 | 12 |  | 66    | 15º  |

| 1998 | Classe | Moto  |   |   |   |   |   |     |    |     |     |     |   |   |   |   |  |  | Punti | Pos. |
| ---- | ------ | ----- | - | - | - | - | - | --- | -- | --- | --- | --- | - | - | - | - |  |  | ----- | ---- |
| 1998 | 125    | Honda | 3 | 9 | 4 | 9 | 3 | Rit | 10 | Rit | Rit | Rit | 3 | 3 | 1 | 4 |  |  | 135   | 4º   |

| 1999 | Classe | Moto  |   |   |   |   |   |     |   |   |   |    |    |     |   |    |   |     | Punti | Pos. |
| ---- | ------ | ----- | - | - | - | - | - | --- | - | - | - | -- | -- | --- | - | -- | - | --- | ----- | ---- |
| 1999 | 125    | Honda | 1 | 1 | 1 | 4 | 7 | Rit | 1 | 1 | 6 | 12 | 10 | Rit | 5 | 14 | 6 | Rit | 190   | 3º   |

| 2000 | Classe | Moto  |   |   |   |   |     |   |   |   |   |     |     |     |   |   |   |   | Punti | Pos. |
| ---- | ------ | ----- | - | - | - | - | --- | - | - | - | - | --- | --- | --- | - | - | - | - | ----- | ---- |
| 2000 | 125    | Honda | 9 | 8 | 3 | 4 | Rit | 3 | 2 | 9 | 5 | Rit | Rit | Rit | 2 | 2 | 4 | 1 | 176   | 4º   |

| 2001 | Classe | Moto  |   |    |   |   |   |     |     |   |   |    |     |    |   |   |   |   | Punti | Pos. |
| ---- | ------ | ----- | - | -- | - | - | - | --- | --- | - | - | -- | --- | -- | - | - | - | - | ----- | ---- |
| 2001 | 125    | Honda | 1 | 10 | 1 | 8 | 8 | Rit | Rit | 4 | 4 | 13 | Rit | 23 | 5 | 4 | 8 | 7 | 142   | 5º   |

| 2002 | Classe | Moto  |     |   |   |   |    |    |    |   |    |    |   |   |    |   |   |    | Punti | Pos. |
| ---- | ------ | ----- | --- | - | - | - | -- | -- | -- | - | -- | -- | - | - | -- | - | - | -- | ----- | ---- |
| 2002 | 125    | Honda | Rit | 9 | 8 | 5 | 13 | 15 | 14 | 4 | 15 | 12 | 5 | 1 | 18 | 9 | 8 | 18 | 101   | 8º   |

| 2003 | Classe | Moto  |    |   |    |    |    |    |     |    |     |    |    |     |    |   |   |    | Punti | Pos. |
| ---- | ------ | ----- | -- | - | -- | -- | -- | -- | --- | -- | --- | -- | -- | --- | -- | - | - | -- | ----- | ---- |
| 2003 | 125    | Honda | 17 | 9 | 11 | 10 | 14 | 22 | Rit | 13 | Rit | 13 | 13 | Rit | 13 | 5 | 2 | 15 | 64    | 16º  |

| Legenda | 1º posto        | 2º posto            | 3º posto            | A punti      | Senza punti        | Grassetto – Pole position Corsivo – Giro più veloce |
| Legenda | Gara non valida | Non qual./Non part. | Ritirato/Non class. | Squalificato | '-' Dato non disp. | Grassetto – Pole position Corsivo – Giro più veloce |